# Judith Davis
Pour les articles homonymes, voir Davis.
Ne doit pas être confondu avec Judy Davis.
Judith Davis est une actrice et réalisatrice française, née le 19 mai 1982 à Paris.

## Biographie

### Enfance et formation
Judith Davis nait en 1982. Elle est la fille d'Yvon Davis, collaborateur du metteur en scène Bernard Sobel au Théâtre de Gennevilliers,. Elle grandit dans le XXe arrondissement de Paris. 
Elle obtient un DEA de philosophie à la Sorbonne en 2004 mais décide ensuite de changer de voie,,. Elle intègre ainsi l'école de théâtre Claude Mathieu à Paris. 

### Carrière
En 2003, elle effectue un stage au sein de la compagnie théâtrale flamande Tg Stan. Avec cette troupe  elle se produit dans L'Avantage du Doute en 2005 sur la scène du Théâtre de la Bastille puis lors d'une tournée en Suisse,.
En 2007, elle co-fonde le collectif théâtral « L'avantage du doute » avec qui elle écrit, joue et met en scène. Au sein de ce collectif sans chef, les acteurs créent des pièces tirées de leurs réflexions personnelles.
En 2018, elle réalise son premier long métrage, Tout ce qu'il me reste de la révolution, qui sort en salles en février 2019. Le film traite de notre rapport au travail en interrogeant notamment l’héritage laissé par la génération Mai 68. Il raconte l'histoire d'Angèle, interprétée par Judith Davis elle-même, une jeune architecte en colère contre la société, et notamment contre ses parents qui ont abandonné leur combat idéologique. Le film obtient le Prix du Meilleur film au Festival Francophone d’Angoulême,. Il fait près de 100 000 entrées.
Son second long métrage, Bonjour l'asile, sort en salles le mercredi 26 février 2025. Elle y évoque les sujets d’écologie, de racisme, de sexisme et de patriarcat. Plus généralement, elle traite la question de l'engagement à travers l'art. Dans cette comédie joue notamment le collectif théâtral « L'avantage du doute », dont fait également partie Judith Davis,. L'artiste joue elle-même le rôle de Jeanne, une travailleuse sociale quittant quelques jours la capitale pour revoir son amie Élisa, interprétée par Claire Dumas, une néorurale souffrant de charge mentale totalement ignorée par son mari Bastien, joué par Maxence Tual. On y suit également leurs voisins qui veulent racheter un tiers-lieu situé dans un château pour y installer un hôtel de luxe. « Judith Davis assume avec gourmandise le mauvais goût, la trivialité et une sensibilité à fleur de peau avec un sens de l’autodérision rafraîchissant » écrit Michaël Mélinard, journaliste à l'Humanité.

## Filmographie

### Cinéma
- 2007 : Jacquou le Croquant de Laurent Boutonnat
- 2008 : Je te mangerais de Sophie Laloy
- 2009 : Réfractaire de Nicolas Steil
- 2009 : Une semaine sur deux (et la moitié des vacances scolaires) d'Ivan Calbérac
- 2010 : Dom Juan sur Seine de Jérôme Maldhé
- 2011 : La Ligne blanche d'Olivier Torres : Sonia
- 2011 : Alter ego de Mehdi Ben Attia
- 2012 : Un week-end à Paris de Roger Mitchell
- 2013 : Viva la libertà de Roberto Andò
- 2015 : Trois souvenirs de ma jeunesse d'Arnaud Desplechin : Victorine, la compagne de Kovalski
- 2015 : Made in France de Nicolas Boukhrief
- 2019 : Tout ce qu'il me reste de la révolution d'elle-même
- 2025 : Bonjour l'asile d'elle-même

### Scénariste et réalisatrice
- 2015 : Un grand soir (court-métrage)
- 2018 : Tout ce qu'il me reste de la révolution (long-métrage)
- 2025 : Bonjour l'asile (long-métrage)

### Télévision
- 2007 : Les Liens du sang de Régis Musset
- 2007 : Le Clan Pasquier (feuilleton télévisé) de Jean-Daniel Verhaeghe
- 2008 : Villa Jasmin de Férid Boughedir
- 2008 : Chez Maupassant : Aux champs d'Olivier Schatzky
- 2008 : Mitterrand à Vichy de Serge Moati
- 2008 : La mort n'oublie personne de Laurent Heynemann
- 2008 : Le Malade imaginaire de Christian de Chalonge
- 2010 : La Femme qui pleure au chapeau rouge de Jean-Daniel Verhaeghe
- 2010 : Les Diamants de la victoire de Vincent Monnet
- 2010 : Les Vivants et les Morts de Gérard Mordillat
- 2011 : Hard (série télévisée, saison 2) de Cathy Verney
- 2014 : Virage Nord de Virginie Sauveur : Alex Perrucci

## Théâtre

### Actrice, écriture et mises en scène collectives
- 2005 : L'Avantage du doute, Théâtre de la Bastille, tournée 2006 en Suisse avec Tg STAN
- 2007 : Tout va bien, le Bateau-feu, avec la compagnie « L'Avantage du doute »
- 2008-2009 : Tout ce qui nous reste de la Révolution, c'est Simon, Bateau-feu et Théâtre de la Bastille avec « L'Avantage du doute »
- 2010-2011 : Tout ce qui nous reste de la révolution c'est Simon, Théâtre de la Bastille
- 2010-2011 : Long Distance Hotel, Mundo Perfeito Théâtre Maria Matos, Lisbonne
- 2012 : La Légende de Bornéo, Théâtre de la Bastille
- 2016 : Le bruit court que nous ne sommes plus en direct, par le collectif « L'Avantage du Doute » Théâtre de la Bastille et tournée
- 2017-2018 : La Caverne, de Nadir Legrand par le collectif « L'Avantage du doute », Théâtre de la Bastille et tournée
- 2018 : Occupation 2, Théâtre de la Bastille

### Mise en scène
- 2007 : Les Dessous, Ciné 13, festival « mise en capsules »
- 2007 : Nusch, d'après Paul Éluard, création Anvers tournée internationale avec Tg STAN et la compagnie Rosas d'Anne Teresa De Keersmaeker

## Distinctions
- Tout ce qu'il me reste de la révolution, prix du Jury FFA d'Angoulême[3], Prix du Public du VIFFF.